# Teatro Coccia
Il Teatro Coccia è il principale teatro lirico di Novara (nonché uno dei maggiori teatri di tradizione italiani), ed è altresì il teatro "storico" più importante del Piemonte. Si affaccia lungo via fratelli Rosselli, e delimita ad ovest piazza dei Martiri e ad est piazza Giacomo Puccini.

## Storia
Nel 1886 l'antico Teatro Nuovo (inaugurato nel 1779 su progetto di Cosimo Morelli) veniva abbattuto perché ritenuto ormai inadeguato alle richieste dei tempi. A quell'epoca, infatti, la città vedeva una notevole crescita demografica e un'affermazione della borghesia, rivolta sempre più al mondo della cultura, dove l'interesse per gli spettacoli teatrali non si limitava soltanto alle nobili e prestigiose famiglie novaresi, ma coinvolgeva il resto della cittadinanza. Già intorno al 1860 l'architetto novarese Alessandro Antonelli aveva proposto la fusione del Teatro Nuovo col Teatro Sociale, per accorpare in un unico edificio le varie tipologie di spettacoli, ma il maestoso progetto fu giudicato troppo costoso e sproporzionato rispetto alle richieste e alle disponibilità finanziarie cittadine.

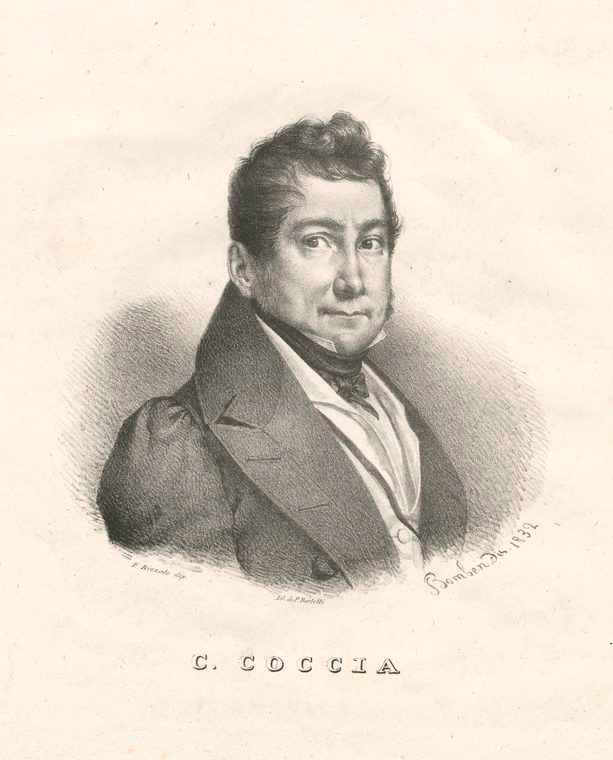
Carlo Coccia

Il 13 aprile 1873, a Novara, moriva Carlo Coccia, per più di trent'anni maestro di Cappella del Capitolo del Duomo (che vanta un'importante tradizione di maestri operisti, come Pietro Generali, Saverio Mercadante e Antonio Cagnoni), nonché direttore del Civico Istituto Musicale "Brera". Il Teatro Nuovo, che da tempo richiedeva una sua denominazione, per onorificare degnamente l'insigne musicista, ne assunse il nome il 6 luglio dello stesso anno.
L'appalto del 9 marzo 1886 viene affidato all'architetto milanese Giuseppe Oliverio a discapito del progetto troppo costoso elaborato da Andrea Scala.

## Descrizione
I lavori del nuovo Coccia iniziarono nel 1886 impiegando molto materiale del precedente teatro, che venne demolito quasi completamente. Il nuovo complesso occupava un'area quattro volte maggiore ed era orientato diversamente rispetto al vecchio teatro, con l'entrata sull'attuale via Fratelli Rosselli anziché sull'odierno largo Puccini. Il perimetro esterno venne circondato da un porticato in granito rosa di Baveno, con colonne in stile dorico, e da un solo piano con enormi finestroni (alternato, anch'esso, con colonne in stile ionico).

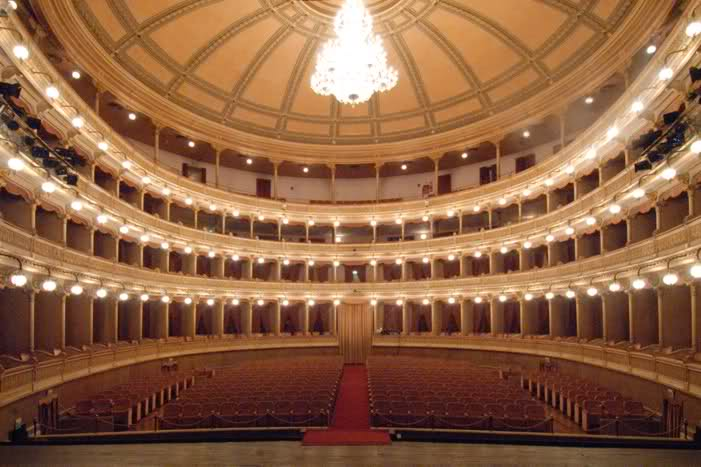
Vista dal palcoscenico

La grandezza della sala a forma di ferro di cavallo è notevole, circondata da tre ordini di ampi palchi, dalla prima galleria e dal loggione, tutti decorati in stile rinascimentale, con una serie di colonne corinzie di ghisa sormontate da una scultura raffigurante un cigno. La capienza della sala era di 1500 posti, con una massima di 1800 persone; gli ultimi lavori di restauro, tuttavia, hanno ridimensionato la capienza, portando a 918 i posti a sedere.
Il boccascena è di 14 metri, la profondità di 23 metri, mentre la torre scenica della graticcia si sviluppa per ben 22,5 metri di altezza. Vi è anche un'altra sala per spettacoli, chiamata "Piccolo Coccia", con una capienza di 200 posti.
L'ultimo restauro, completato nel 1993, ha riportato i colori originali della sala (velluti in rosa antico, decorazioni color avorio e oro), dopo le modifiche avvenute negli anni 20/30 del secolo scorso, che avevano sostituito le tapezzerie col colore rosso, e operato una totale doratura dei parapetti dei palchi.

## Attività artistica
L'inaugurazione del nuovo Teatro Coccia avviene la sera del 22 dicembre 1888, con l'opera "Gli ugonotti" di Giacomo Meyerbeer, diretti da quello che sarà il direttore più famoso del 900, Arturo Toscanini. Il maestro dirigerà nel tempio novarese anche Aida e La forza del destino di Giuseppe Verdi. Il 21 dicembre 1893, al Coccia si rappresenta per la prima volta la seconda versione, quella che viene eseguita tuttora, della Manon Lescaut di Giacomo Puccini. A cavallo tra il 1895 e il 1896 il M° Antonino Palminteri dirige rispettivamente Tannhäuser di Richard Wagner e Loreley di Alfredo Catalani.  Nel dicembre del 1900 Antonino Palminteri ritorna al Coccia per dirigere Tosca e il successo fu così strepitoso che la Stampa così si espresse:" La Tosca al Coccia. Quanto all'esecuzione [...] splendidamente l'orchestra diretta dal Palminteri, la quale suonò con affidamento tale che certo non rivelava una prima esecuzione. E merito di ciò va dato al maestro Palminteri che ha saputo dare slancio, colorito, ed efficacia [...] e quindi piacque la musica pucciniana." E  Giacomo Puccini inviò al M° Antonino Palminteri questo telegramma: "Giacomo Puccini grato si rallegra coll'Egr.° M° Palminteri e con gli esecutori per il successo ottenuto a Novara [...] Saluti e auguri G.Puccini" 
Un articolo del Corriere della Sera del 1932 definisce il teatro Coccia l'anticamera per il Teatro alla Scala. Tale lusinga è dovuta al fatto che molti dei grandissimi artisti del panorama lirico mondiale hanno debuttato sul palcoscenico novarese, come ad esempio 

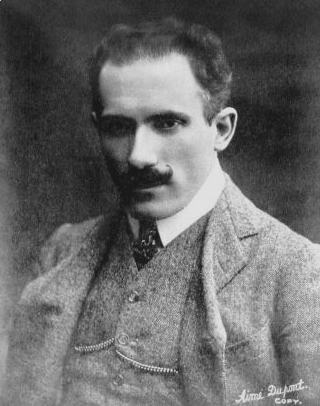
Arturo Toscanini inaugurò il teatro Coccia con Gli ugonotti, e vi diresse Aida e La forza del destino

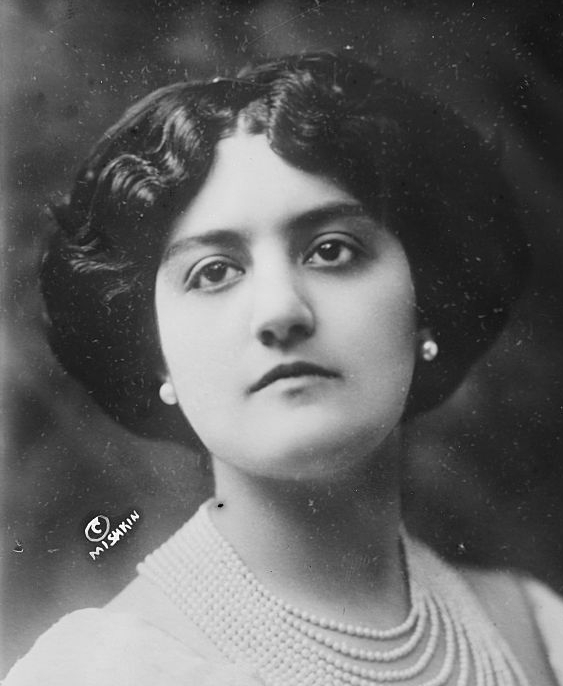
Carmen Melis debuttò con Iris e fu protagonista di Poliuto e Tosca al Teatro Coccia di Novara

il soprano Carmen Melis nell'Iris di Pietro Mascagni (stagione 1905/06), il soprano Gilda Dalla Rizza ne La forza del destino di Giuseppe Verdi (stagione 1912/13), il tenore Antonio Melandri nella Lucia di Lammermoor di Gaetano Donizetti (stagione 1922/23), il soprano Sara Scuderi ne Il trovatore di Giuseppe Verdi (stagione 1924/25), il tenore novarese Angelo Badà (uno dei comprimari più famosi del primo 900).
In questi anni sul podio del teatro novarese fanno da padrone le prestigiose bacchette di Gino Marinuzzi, Antonino Palminteri, Lorenzo Molajoli, Pietro Fabbroni, Napoleone Annovazzi, Pietro Mascagni, Giuseppe Podestà, Alberto Franchetti, Federico Del Cupolo e Arturo Lucon (che sarà direttore artistico del Coccia dal 1945 fino alla morte, nel 1950). Vanno poi ricordate le molteplici presenze di artisti come Mafalda Favero, Gina Cigna, Lina Pagliughi, Toti Dal Monte, Rosetta Pampanini, Lina Bruna Rasa, Clara Petrella, Bianca Scacciati, Mercedes Capsir, Giuseppina Cobelli, Tito Schipa, Augusto Ferrauto, Aureliano Pertile, Carlo Galeffi, Luciano Neroni, Giulio Neri, Galliano Masini, Mario Filippeschi, Giuseppe Valdengo, Antonio Salvarezza, Mariano Stabile, Giovanni Inghilleri e Enzo Mascherini.
Gli anni '40 vedono un altro grande debutto (nonostante il conflitto mondiale, il teatro continuerà la sua attività): sul podio del "Coccia" sale per la prima volta il novarese Guido Cantelli ne La traviata di Giuseppe Verdi (con Gina Cigna), nel 1943. Cantelli, dopo l'enorme successo ottenuto, dirige Madama Butterfly di Puccini, una seconda Traviata con Margherita Carosio, Afro Poli e Giacinto Prandelli, il Werther di Jules Massenet (con Giovanni Malipiero), e nel 1945 Tosca. Negli anni successivi, fino alla fine degli anni'70, nelle stagioni novaresi sono sempre protagonisti i grandi nomi, infatti giungono nel teatro novarese Renata Tebaldi, Mario Del Monaco, Giuseppe Di Stefano, Boris Cristoff, Virginia Zeani, Anna De Cavalieri, Ebe Stignani, Giulietta Simionato, Nicola Filacuridi, Aldo Protti, Anna Moffo, Rita Orlandi Malaspina, Margherita Guglielmi, Giulio Fioravanti, Gianna Galli, Bonaldo Giaiotti e Giovanna Casolla. I direttori d'orchestra più assidui di questi anni sono Franco Patanè, Ermanno Wolf-Ferrari, Napoleone Annovazzi, Alberto Zedda e Armando Gatto. Nella stagione 1964/65 Luchino Visconti firma la regia de La traviata.

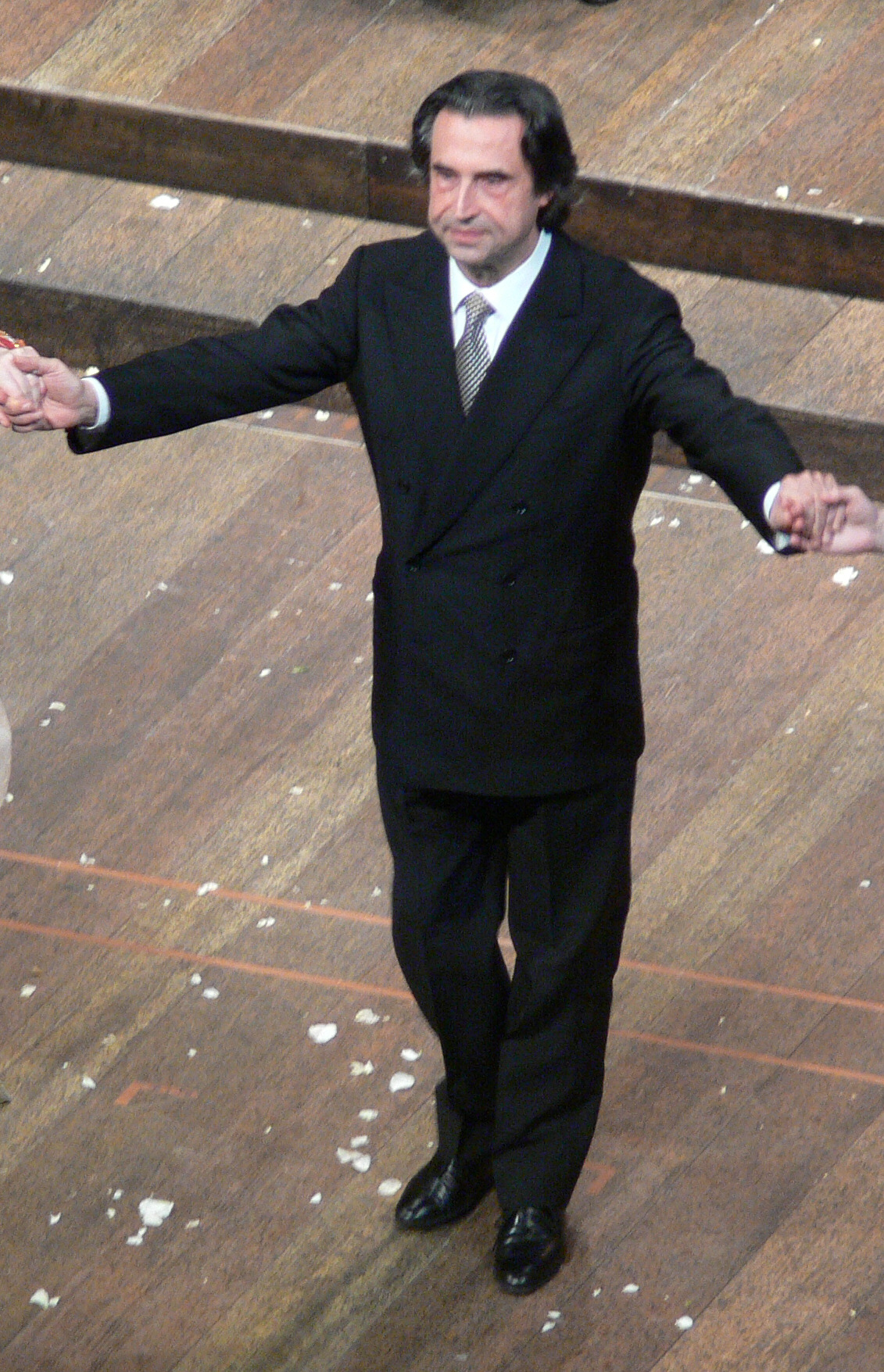
Riccardo Muti, vincitore della IV edizione del Premio Cantelli, fu il direttore prescelto nel giorno della riapertura del Teatro, il 21 gennaio 1993

Un altro grande debutto al teatro Coccia è quello di Riccardo Muti, vincitore nel 1967 del "Premio Cantelli", concorso per giovani direttori d'orchestra.
Nel 1983 esordiscono al Coccia i soprani Daniela Dessì, ne L'elisir d'amore di Gaetano Donizetti, e Denia Mazzola Gavazzeni, ne Un ballo in maschera di G.Verdi. Nel 1986 è poi la volta del tenore Luca Canonici in Rigoletto di G. Verdi; questo è l'ultimo anno prima del grande restauro. Il teatro, che è ancora proprietà della società dei palchettisti, viene venduto al comune (su proposta caldeggiata fortemente dal novarese Umberto Orsini), che si assume tutti i diritti per l'adeguamento e la ristrutturazione. La riapertura avviene nel 1993 con un concerto dell'Orchestra Filarmonica della Scala diretta da Riccardo Muti, e la stagione lirica riapre con l'opera Gli ugonotti di Meyerbeer, con Katia Ricciarelli, Nikola Gjuzelev e la debuttante Paoletta Marrocu. Negli anni a seguire hanno calcato le scene novaresi cantanti come Luciana Serra, Cecilia Gasdia, Tiziana Fabbricini, Daniela Lojarro, Enzo Dara, Alberto Gazale, Franco Vassallo, che debutta al Coccia con L'amico Fritz nel 1994, Marco Berti, Giorgio Surian, Patrizia Ciofi, Giorgio Zancanaro, Stefania Bonfadelli, Dīmītra Theodosiou, Roberto Aronica, Veronica Simeoni, Bruno Praticò e Jessica Pratt; direttori e registi come Nello Santi, Matteo Beltrami, Andrean Battistoni, Bruno Aprea, Franco Zeffirelli, Beppe de Tomasi, Pierluigi Pizzi, Giorgio Gallione, Alberto Fassini, Renato Bonajuto, Dario Argento, Daniele Abbado.

## Opere liriche più rappresentate al Teatro Coccia dal 1888
| Autore       | Títolo                         | Prima rappresentazione | Ultima rappresentazione | Presenze nelle stagioni |
| ------------ | ------------------------------ | ---------------------- | ----------------------- | ----------------------- |
| Verdi        | La traviata                    | 1892                   | 2019                    | 27                      |
| Puccini      | La bohème                      | 1896                   | 2016                    | 22                      |
| Puccini      | Tosca                          | 1900                   | 2014                    | 22                      |
| Puccini      | Madama Butterfly               | 1906                   | 2017                    | 22                      |
| Verdi        | Rigoletto                      | 1890                   | 2011                    | 20                      |
| Rossini      | Il barbiere di Siviglia        | 1894                   | 2015                    | 18                      |
| Mascagni     | Cavalleria rusticana           | 1891                   | 2010                    | 16                      |
| Bizet        | Carmen                         | 1889                   | 2012                    | 14                      |
| Leoncavallo  | Pagliacci                      | 1895                   | 2010                    | 14                      |
| Verdi        | Il trovatore                   | 1894                   | 2005                    | 12                      |
| Donizetti    | Lucia di Lammermoor            | 1896                   | 2012                    | 12                      |
| Donizetti    | Don Pasquale                   | 1897                   | 2011                    | 12                      |
| Verdi        | Aida                           | 1888                   | 2016                    | 12                      |
| Puccini      | Manon Lescaut                  | 1893                   | 1999                    | 10                      |
| Verdi        | Otello                         | 1890                   | 2007                    | 9                       |
| Verdi        | Un ballo in maschera           | 1894                   | 1983                    | 9                       |
| Giordano     | Andrea Chénier                 | 1908                   | 1980                    | 8                       |
| Puccini      | Turandot                       | 1926                   | 2015                    | 8                       |
| Ponchielli   | La Gioconda                    | 1889                   | 1951                    | 7                       |
| Donizetti    | L'elisir d'amore               | 1897                   | 2006                    | 7                       |
| Verdi        | La forza del destino           | 1888                   | 1953                    | 6                       |
| Cimarosa     | Il matrimonio segreto          | 1911                   | 2012                    | 6                       |
| Bellini      | La sonnambula                  | 1894                   | 2006                    | 5                       |
| Massenet     | Manon                          | 1899                   | 1956                    | 5                       |
| Mascagni     | L'amico Fritz                  | 1905                   | 1994                    | 5                       |
| Donizetti    | La favorita                    | 1889                   | 1913                    | 4                       |
| Giordano     | Fedora                         | 1903                   | 1940                    | 4                       |
| Catalani     | La Wally                       | 1907                   | 1938                    | 4                       |
| Meyerbeer    | Gli ugonotti                   | 1888                   | 1993                    | 3                       |
| Verdi        | Ernani                         | 1890                   | 2019                    | 4                       |
| Boito        | Mefistofele                    | 1891                   | 1937                    | 3                       |
| Wagner       | Lohengrin                      | 1892                   | 1960                    | 3                       |
| Catalani     | Loreley                        | 1895                   | 1925                    | 3                       |
| Gounod       | Faust                          | 1896                   | 2005                    | 3                       |
| Donizetti    | La figlia del reggimento       | 1897                   | 2007                    | 3                       |
| Cilea        | Adriana Lecouvreur             | 1903                   | 2008                    | 3                       |
| Mascagni     | Isabeau                        | 1911                   | 1933                    | 3                       |
| Puccini      | La fanciulla del West          | 1912                   | 1940                    | 3                       |
| Verdi        | Macbeth                        | 1999                   | 2014                    | 2                       |
| Catalani     | Edmea                          | 1893                   | 1915                    | 2                       |
| Thomas       | Mignon                         | 1893                   | 1923                    | 2                       |
| Cagnoni      | Papà Martin                    | 1898                   | 1933                    | 2                       |
| Perosi       | La resurrezione di Lazzaro     | 1902                   | 1923                    | 2                       |
| Mascagni     | Iris                           | 1905                   | 1923                    | 2                       |
| Verdi        | Falstaff                       | 1906                   | 1993                    | 2                       |
| Massenet     | Thais                          | 1913                   | 1928                    | 2                       |
| Massenet     | Werther                        | 1920                   | 1944                    | 2                       |
| Rossini      | Cenerentola                    | 1920                   | 1997                    | 2                       |
| Zandonai     | Francesca da Rimini            | 1925                   | 1941                    | 2                       |
| Mascagni     | Il piccolo Marat               | 1925                   | 1937                    | 2                       |
| Wolf-Ferrari | Il segreto di Susanna          | 1927                   | 1942                    | 2                       |
| Musorgskij   | Boris Godunov                  | 1927                   | 1932                    | 2                       |
| Halévy       | La Juive                       | 1894                   | 1894                    | 1                       |
| Sciortino    | La Paura                       | 2015                   | 2015                    | 1                       |
| Coletta      | Il canto dell'amore trionfante | 2014                   | 2014                    | 1                       |
| Wagner       | Tannhäuser                     | 1895                   | 1895                    | 1                       |
| Floridia     | Maruzza                        | 1896                   | 1896                    | 1                       |
| Ricci        | Crispino e la comare           | 1897                   | 1897                    | 1                       |
| Auber        | Fra Diavolo                    | 1897                   | 1897                    | 1                       |
| Serria       | La campana dell'eremitaggio    | 1897                   | 1897                    | 1                       |
| De Ferrari   | Pipelet                        | 1897                   | 1897                    | 1                       |
| Flotow       | Martha                         | 1899                   | 1899                    | 1                       |
| Pedrotti     | Tutti in maschera              | 1899                   | 1899                    | 1                       |
| Falchi       | Il trillo del diavolo          | 1899                   | 1899                    | 1                       |
| Verdi        | I Lombardi alla prima crociata | 1901                   | 1901                    | 1                       |
| Leoncavallo  | Zazà                           | 1903                   | 1903                    | 1                       |
| Varèse       | Nerina                         | 1904                   | 1904                    | 1                       |
| Zanetti      | Madre                          | 1904                   | 1904                    | 1                       |
| Donizetti    | Poliuto                        | 1905                   | 1905                    | 1                       |
| Montemezzi   | Giovanni Gallurese             | 1905                   | 1905                    | 1                       |
| Meyerbeer    | L'africana                     | 1907                   | 1907                    | 1                       |
| Mascagni     | Silvano                        | 1908                   | 1908                    | 1                       |
| Massenet     | La navarraise                  | 1908                   | 1908                    | 1                       |
| Alfano       | Risurrezione                   | 1910                   | 1910                    | 1                       |
| Wolf-Ferrari | Le donne curiose               | 1913                   | 1913                    | 1                       |
| Berlioz      | La damnation de Faust          | 1913                   | 1913                    | 1                       |
| Pacini       | Saffo                          | 1913                   | 1913                    | 1                       |
| Viscardini   | Orma                           | 1914                   | 1914                    | 1                       |
| Bondonio     | Sulle rive del Danubio         | 1920                   | 1920                    | 1                       |
| Bondonio     | Antigone                       | 1920                   | 1920                    | 1                       |
| Mascagni     | Lodoletta                      | 1923                   | 1923                    | 1                       |
| Wagner       | La Valchiria                   | 1924                   | 1924                    | 1                       |
| Vittadini    | Anima allegra                  | 1926                   | 1926                    | 1                       |
| Puccini      | Suor Angelica                  | 1927                   | 1927                    | 1                       |
| Puccini      | Gianni Schicchi                | 1927                   | 1927                    | 1                       |
| Pergolesi    | La serva padrona               | 1928                   | 1928                    | 1                       |
| Trentinaglia | Rosmunda                       | 1928                   | 1928                    | 1                       |
| Rossini      | Guglielmo Tell                 | 1928                   | 1928                    | 1                       |
| Saint-Saëns  | Samson et Dalila               | 1929                   | 1929                    | 1                       |
| Rossini      | Il viaggio a Reims             | 2015                   | 2015                    | 1                       |
| Verdi        | Don Carlo                      | 1980                   | 1980                    | 1                       |

## Premio Guido Cantelli
Il 3 ottobre 1961 si svolge nel teatro Coccia la prima edizione del "Premio Guido Cantelli". Questo concorso, che ha visto vincitori numerosi direttori d'orchestra di fama mondiale, si è svolto fino al 1980. Nel 2020, a quarant'anni dall'ultima edizione e per i 100 anni dalla nascita del Maestro, il Teatro Coccia sotto la direzione di Corinne Baroni, e il Comune di Novara, danno nuova vita al Premio, che si svolge regolarmente ogni 2 anni. Nel 2020 l'edizione è stata vinta da Tianyi Lu, prima donna in assoluto ad essersi aggiudicata il prestigioso riconoscimento. 

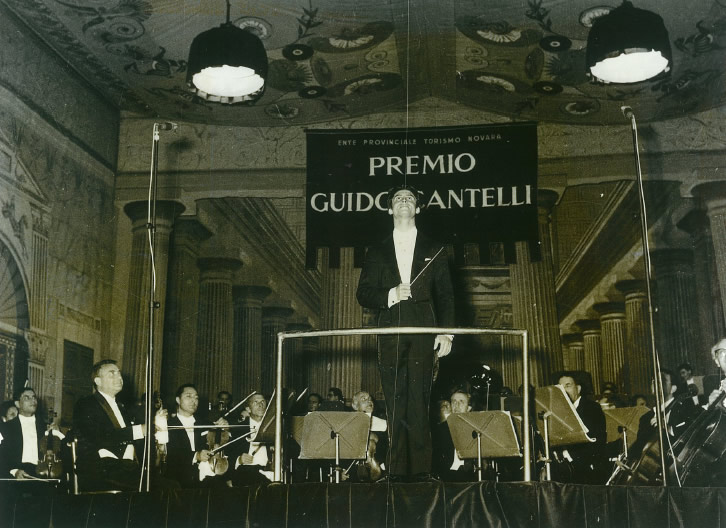
Riccardo Muti, vincitore del Premio Cantelli 1967, Teatro Coccia

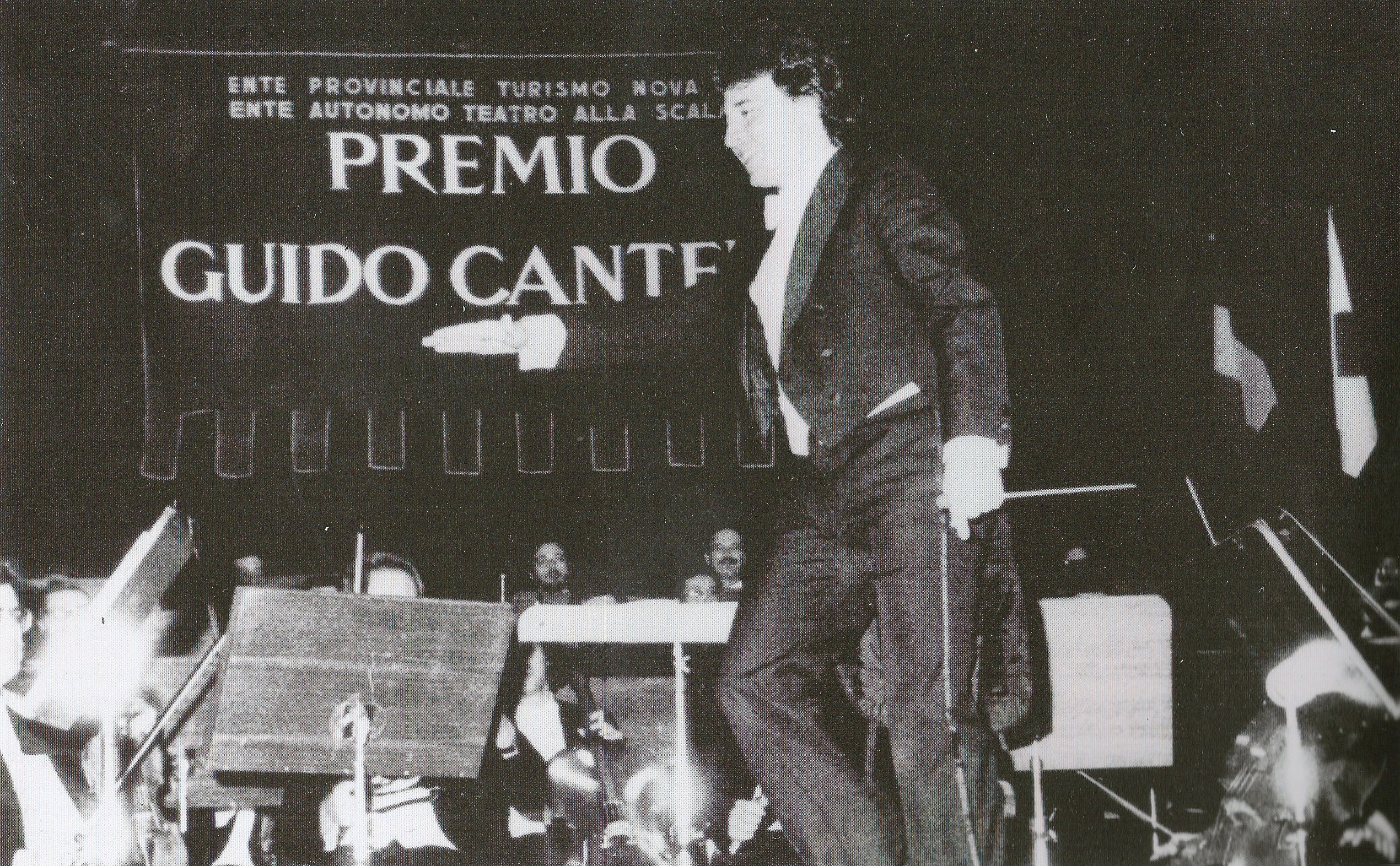
Donato Renzetti, vincitore del Premio Cantelli 1980, Teatro Coccia

| Edizione | Anno | Premio                    | Vincitore                                  | Orchestra                            |
| -------- | ---- | ------------------------- | ------------------------------------------ | ------------------------------------ |
| 1        | 1961 | Iclassificato             | Hermann Michael                            | I Pomeriggi musicali                 |
| 2        | 1963 | Iclassificato             | Eliahu Inbal                               | Orchestra del Teatro alla Scala      |
| 3        | 1965 | Iclassificato             | Walter Gilessen                            | Orchestra del Teatro alla Scala      |
| 4        | 1967 | Iclassificato             | Riccardo Muti                              | Orchestra del Teatro alla Scala      |
| 5        | 1969 | Iclassificato             | James Frazier                              | Orchestra del Teatro alla Scala      |
| 6        | 1971 | Iclassificato             | Inoue Michiyoshi                           | Orchestra del Teatro alla Scala      |
| 7        | 1973 | IIclassificato (Ex aequo) | Adam Fisher, Lothar Zagrosek               | Orchestra del Teatro alla Scala      |
| 8        | 1975 | Iclassificato             | Hubert Soudant                             | Orchestra del Teatro alla Scala      |
| 9        | 1977 | Iclassificato             | Wojciech Michniewski                       | Orchestra del Teatro alla Scala      |
| 10       | 1980 | Iclassificato             | Donato Renzetti                            | Orchestra del Teatro alla Scala      |
| 11       | 2020 | Iclassificata             | Tianyi Lu                                  | Orchestra del Teatro Regio di Torino |
| 12       | 2022 | Iclassificato             | La giuria non ha assegnato il Primo Premio | Orchestra del Teatro Regio di Torino |
| 13       | 2024 | I classificato            | Min Gyu Song                               | Orchestra Sinfonica di Milano        |

## leria d'immagini

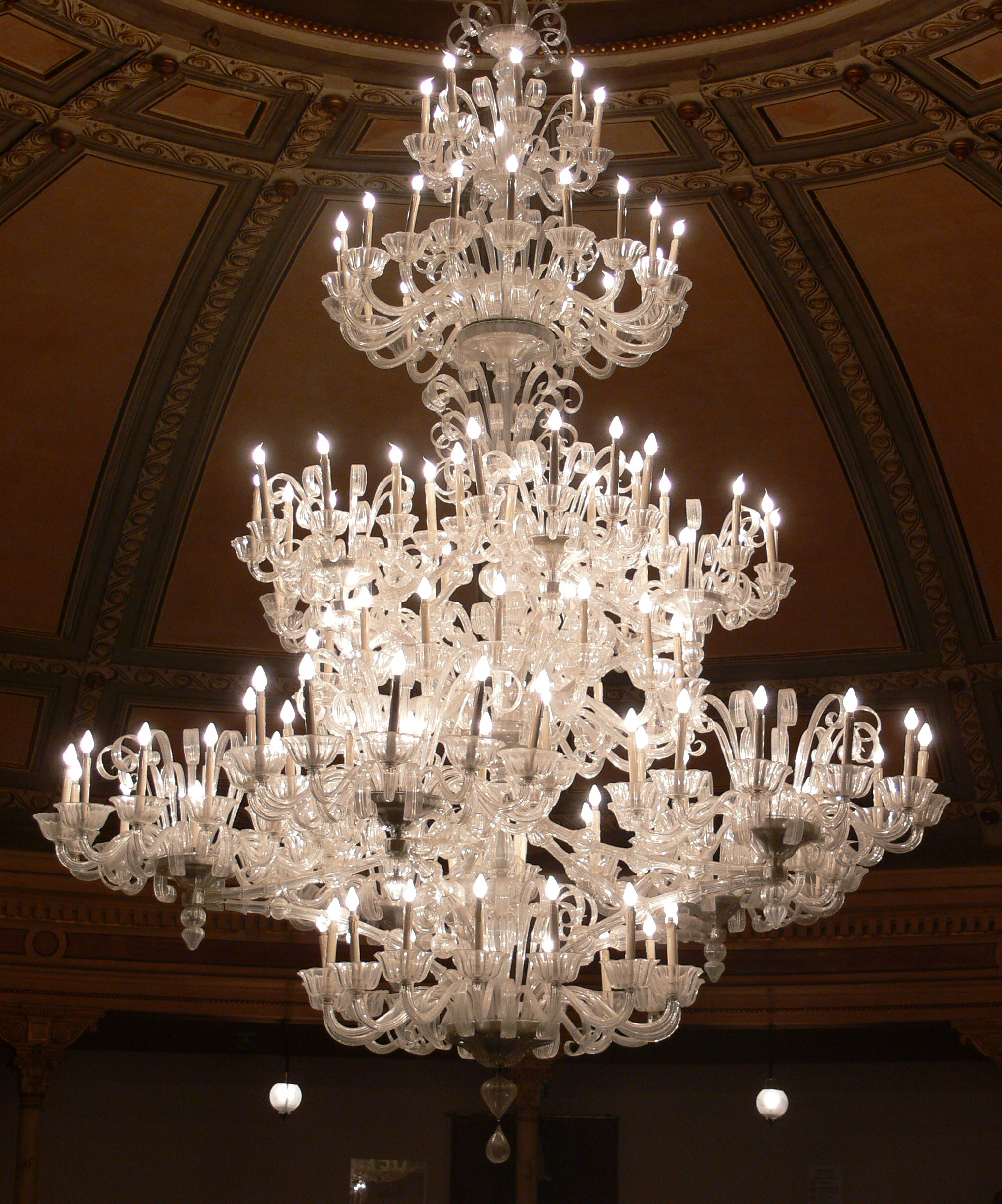
Lampadario
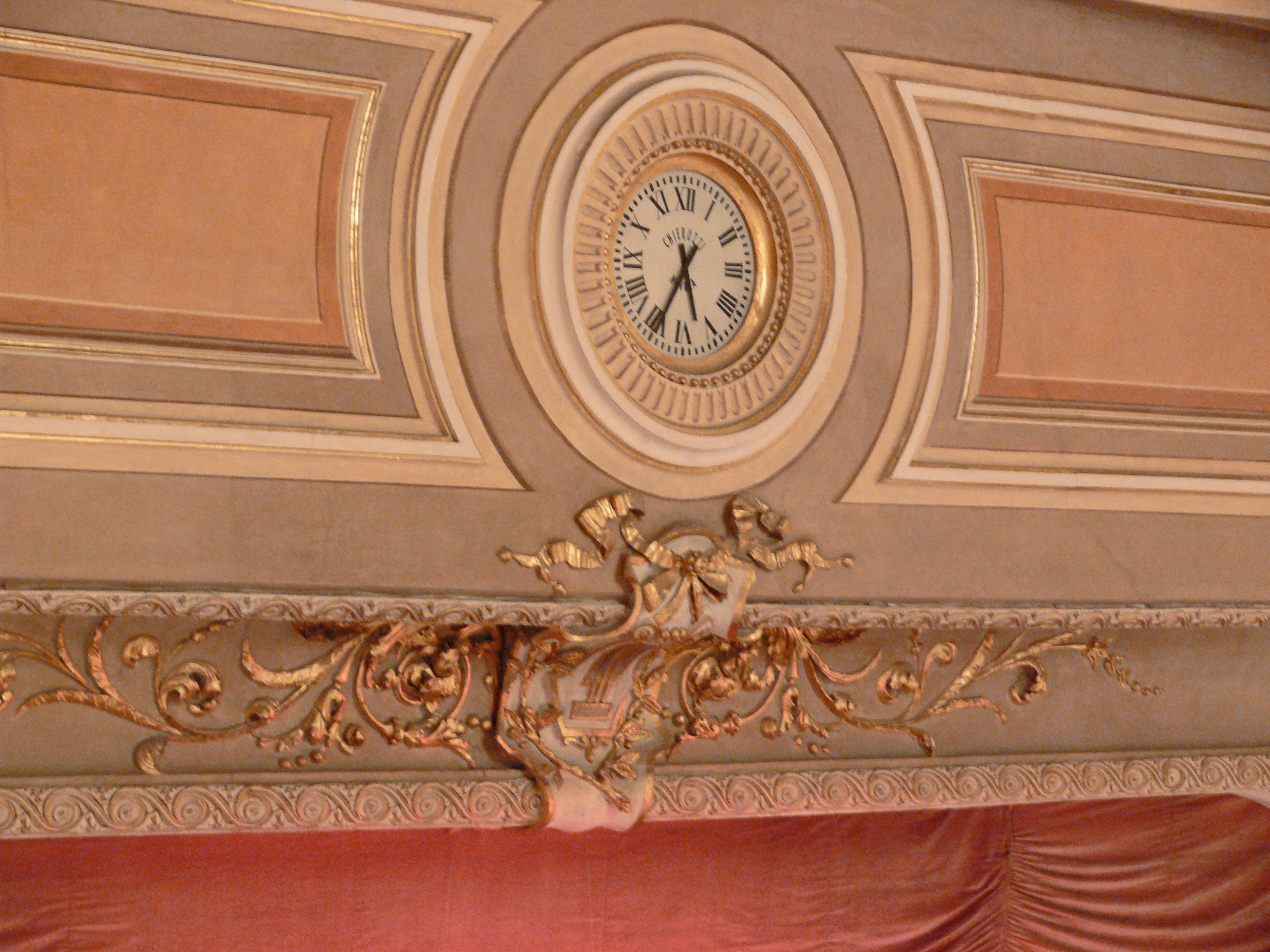
Orologio
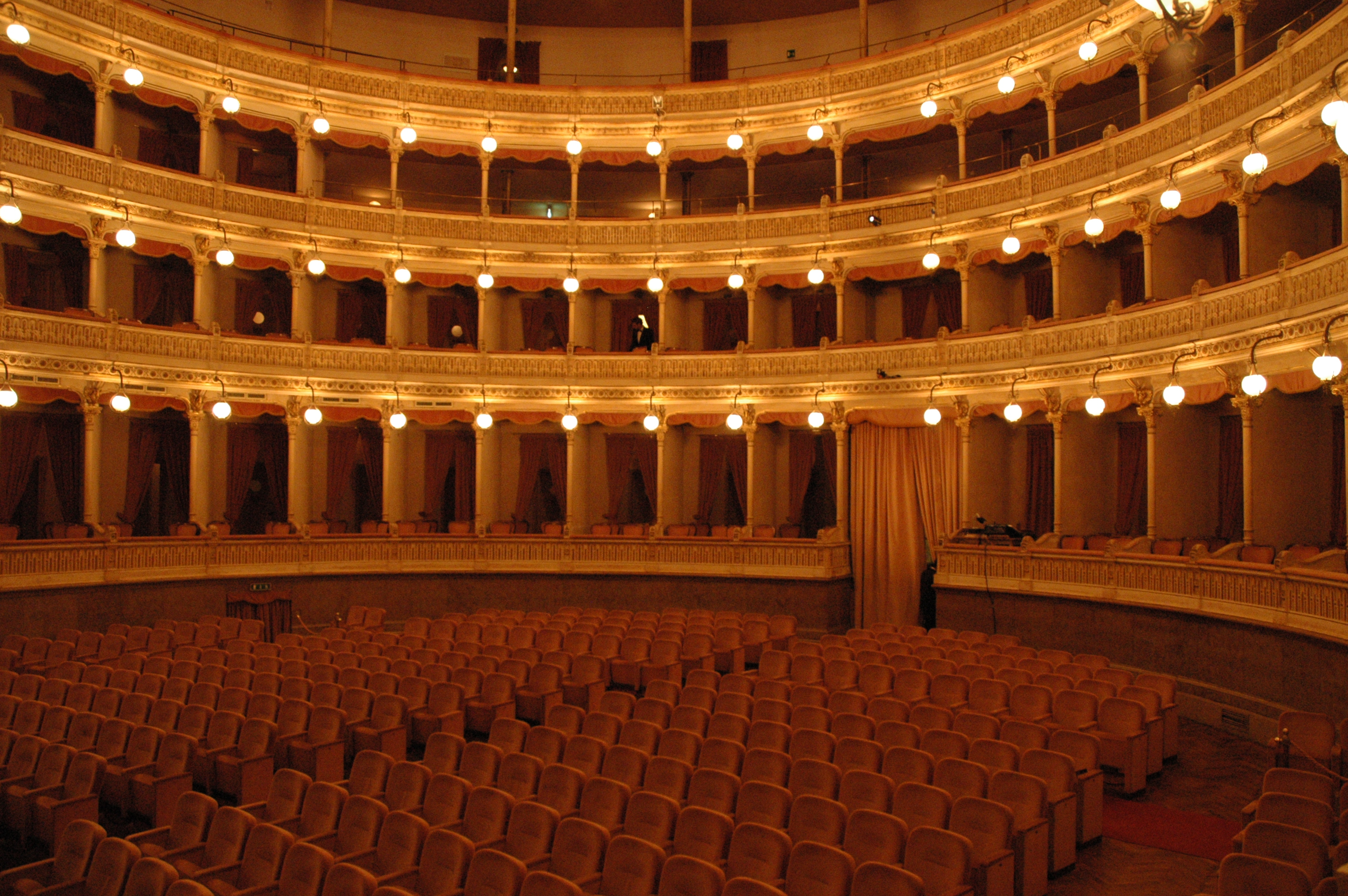
Vista laterale della sala
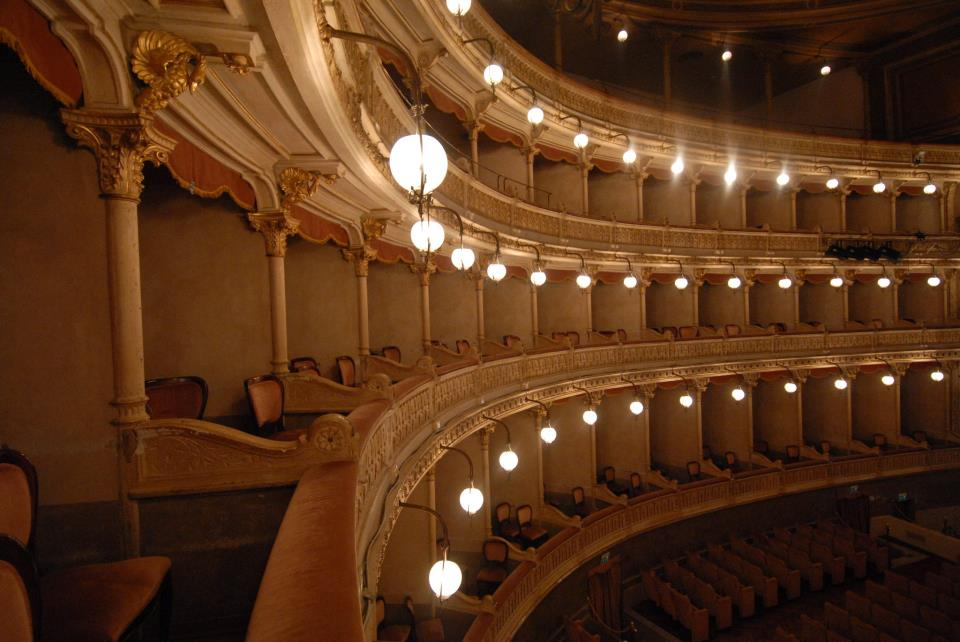
Palchi
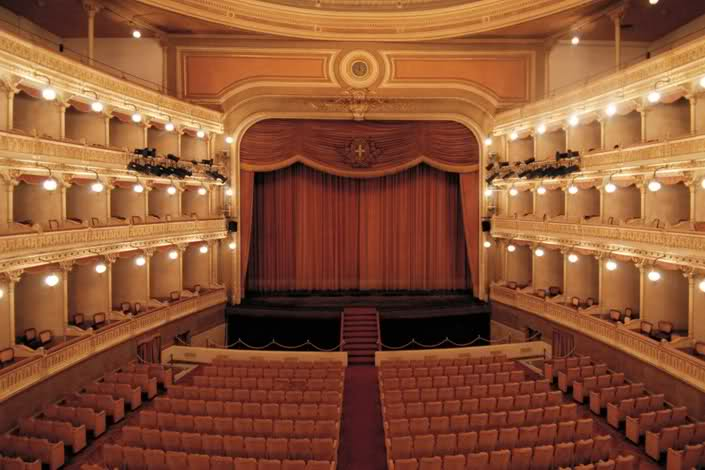
Vista dal secondo ordine dei palchi
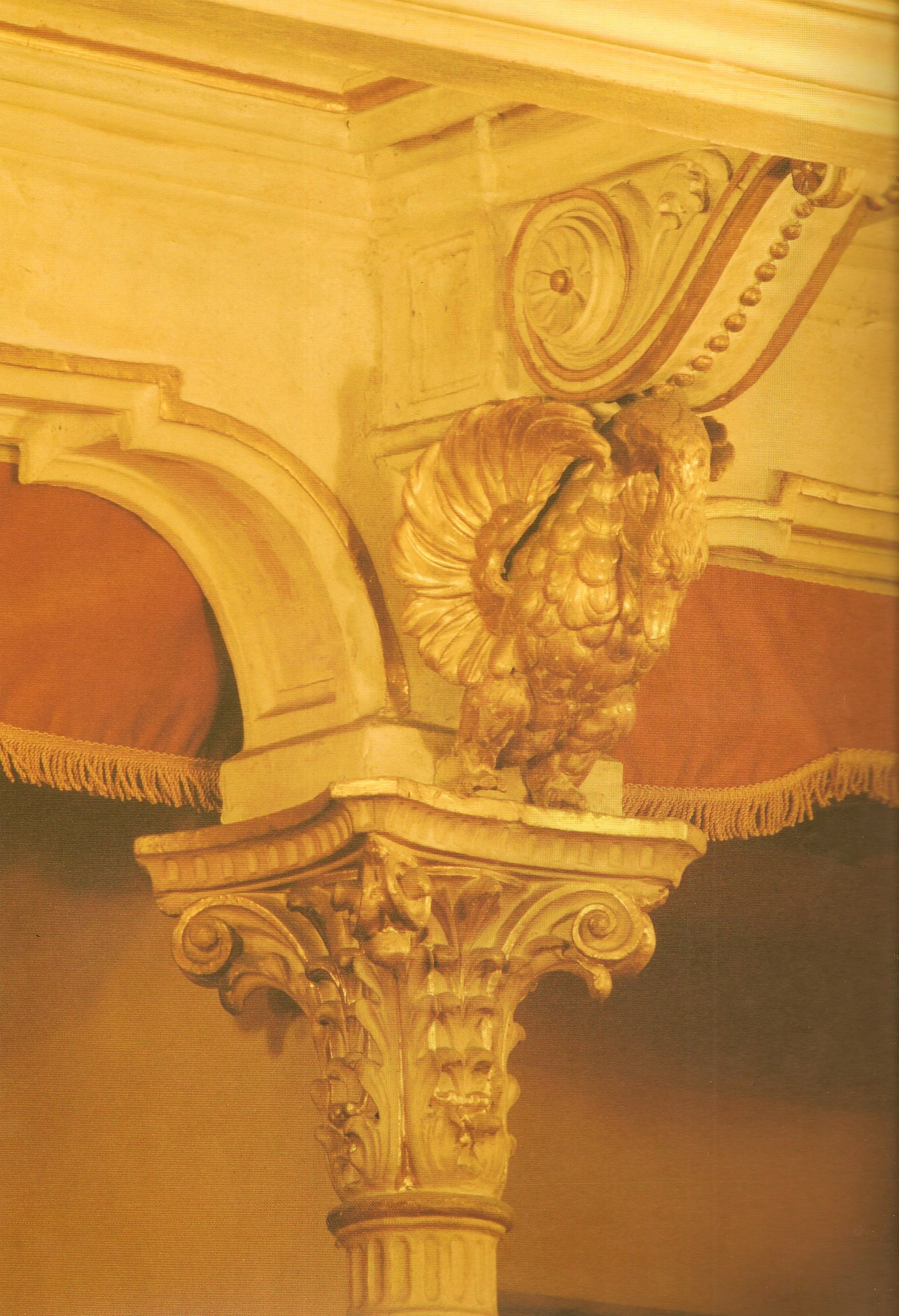
Capitello dei palchi
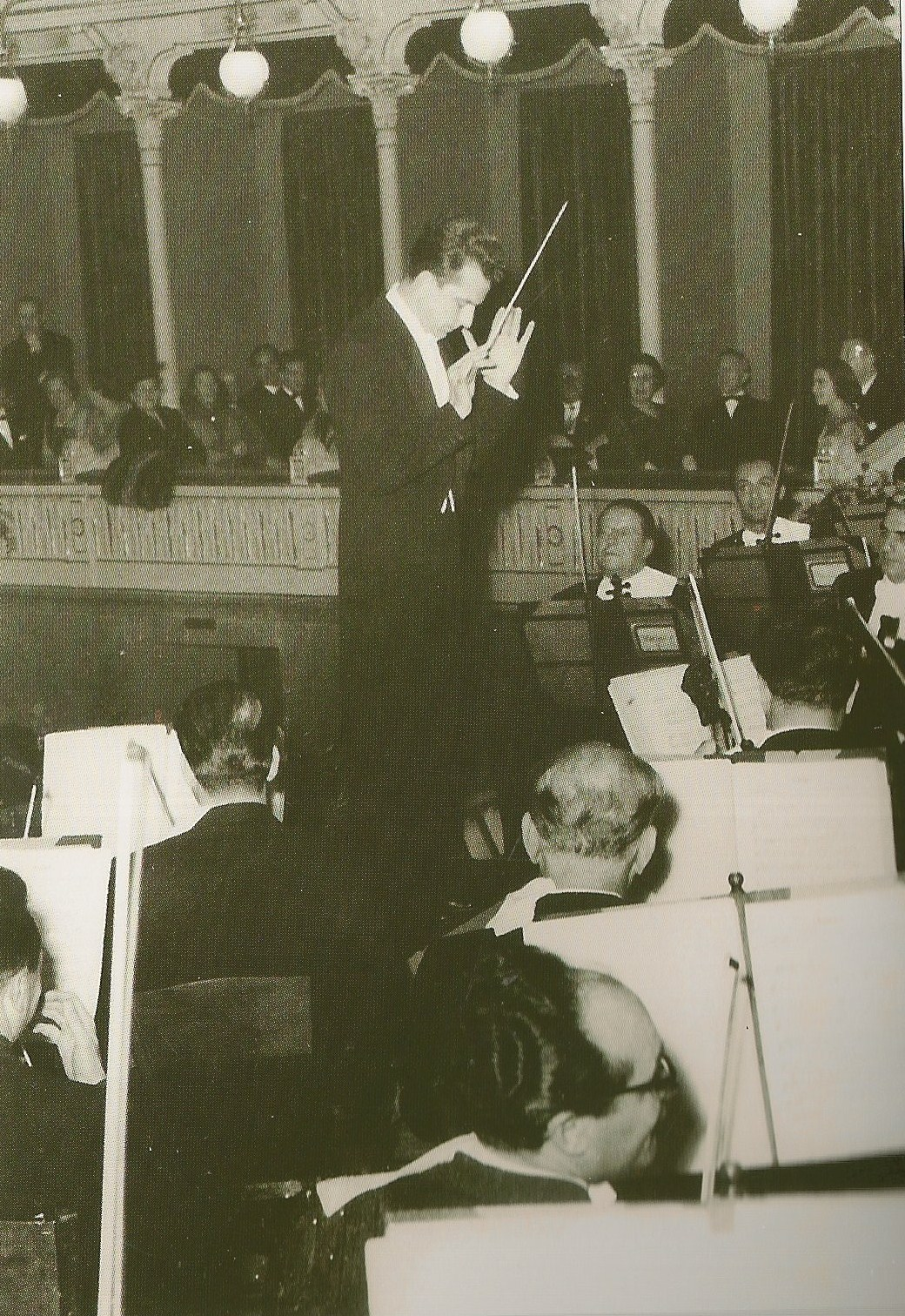
Ultimo concerto di Guido Cantelli, 17 novembre 1956, Teatro Coccia di Novara, Orchestra del Teatro alla Scala
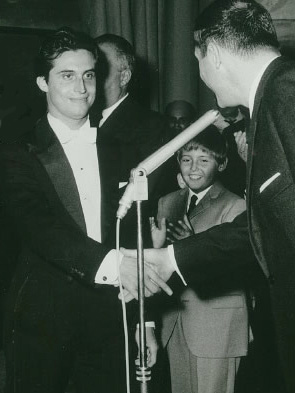
Riccardo Muti, Premio Cantelli, Teatro Coccia di Novara 1967